# Geodena impleta
Geodena impleta là một loài bướm đêm trong họ Geometridae.